# Großer Preis von Argentinien 1978
Der Große Preis von Argentinien 1978 (offiziell XIII Gran Premio de la Republica Argentina) fand am 15. Januar auf dem Autódromo Municipal Ciudad de Buenos Aires in Buenos Aires statt und war das erste Rennen der Automobil-Weltmeisterschaft 1978.

## Berichte

### Hintergründe
Vor dem Beginn der Saison 1978 kam es zu erheblichen Änderungen bei den Teams und den technischen Spezifikationen der Fahrzeuge. Mit dem Lotus 78 schaffte 1977 das Team Lotus eine Zäsur im Fahrzeugbau der Rennformel 1.  Der Lotus 78 war das erste echte Wing Car der Formel-1-Geschichte und wegweisend für viele Rennwagen, die in der Folge nach diesem Konzept gebaut wurden. Auch Anfang 1978 kam dieses Fahrzeug zum Einsatz, da der neue Lotus 79 zu diesem Zeitpunkt noch nicht fertig war. Zu Mario Andretti, der 1977 vier Grand-Prix-Rennen mit dem 78 gewonnen hatte, kehrte der Schwede Ronnie Peterson zu Lotus zurück. Peterson, der schon Anfang der 1970er-Jahre bei Lotus gefahren war, kam von Tyrrell zurück ins Team von Colin Chapman und ersetzte dort seinen schwer erkrankten Landsmann Gunnar Nilsson, der unabhängig davon bei Arrows unterschrieben hatte.
Der am meisten diskutierte Fahrerwechsel vollzog sich jedoch bei Ferrari. Niki Lauda, der 1977 seine zweite Fahrerweltmeisterschaft bei der Scuderia gewonnen hatte, wechselte zu Brabham, dem Rennstall von Bernie Ecclestone. Da Brabham 12-Zylinder-Motoren von Alfa Romeo einsetzte, wurde in der italienischen Motorsportpresse heftig über den Wechsel polemisiert. Ferrari-Gründer Enzo Ferrari warf dem Österreicher vor, sich für ein paar Stangen Salami an die Konkurrenz verkauft zu haben. Zweiter Fahrer im Team war der Nordire John Watson. Auch bei Brabham kam mit dem 45C ein adaptiertes Vorjahresmodell zum Einsatz.
Ferrari ging mit derselben Fahrerpaarung in die neue Saison, mit der die alte beendet wurde. Gilles Villeneuve, der bei den letzten beiden Rennen 1977 Lauda bereits ersetzt hatte, wurde voll verpflichtet. Carlos Reutemann blieb bei der Scuderia. Auch bei Ferrari wurde das erste Saisonrennen mit dem Vorjahresmodell, dem 312T2 bestritten. Das Nachfolgemodell, der 312T3 kam dann erstmals beim Großen Preis von Südafrika zum Einsatz. Man wechselte allerdings bereits zu Saisonbeginn von Goodyear zu Michelin, womit der französische Reifenhersteller in dieser Saison neben Renault ein weiteres Team auszustatten hatte.
Der Deutsche Jochen Mass war von McLaren zu ATS gewechselt. Zu James Hunt kam stattdessen der Franzose Patrick Tambay ins Team. ATS hatte vom March-Werksteam, das als solches nicht mehr antrat, die technische Ausstattung, die Werksgebäude in Großbritannien sowie den Konstrukteur Robin Herd übernommen, der an der Entwicklung des ersten Eigenbaus ATS HS1 maßgeblich mitwirkte.
Hans-Joachim Stuck, der zugunsten von Lauda das Brabham-Team verlassen musste, erhielt einen Vertrag bei Shadow an der Seite von Clay Regazzoni, dessen Platz bei Ensign von Danny Ongais eingenommen wurde. Das Team setzte zudem einen zweiten Wagen für Lamberto Leoni ein.
Bei Tyrrell hatte man das Sechsrad-Projekt aufgegeben und war mit dem 008 zum herkömmlichen Rennwagenbau zurückgekehrt. Anstelle des zu Lotus gewechselten Peterson wurde der französische Debütant Didier Pironi für den zweiten Wagen neben Patrick Depailler engagiert.
Das finanziell angeschlagene Hesketh-Team begann die Saison mit der Britin Divina Galica, während der mit umfangreichen Sponsorengeldern ausgestattete Rupert Keegan zum Team Surtees wechselte.
Die erstmals als Werksteams antretenden Rennställe ATS, Williams, Merzario und Theodore starteten mit neuen Wagen in die Saison, während die übrigen Teams modifizierte Vorjahresmodelle einsetzten.
Emerson Fittipaldi bestritt seinen 100. Grand Prix.

### Training
Andretti erreichte im Training die Pole-Position vor Reutemann, Peterson, Watson und Lauda.

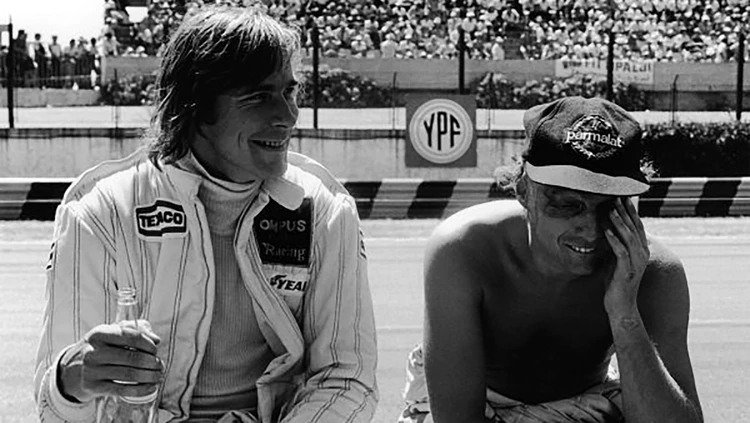
James Hunt und Niki Lauda an dem Grand-Prix-Wochenende.

### Rennen

#### Der verschwundene Reutemann
Als der Schwiegervater von Reutemann eine Woche vor dem Renntermin einen Suchaufruf nach Reutemann und dessen Familie im argentinischen Fernsehen verlesen ließ, reagierte die Öffentlichkeit erst mit Verwirrung und dann mit Besorgnis auf diese Meldung; wo war der Ferrari-Pilot, seine Ehefrau und seine beiden Kinder? Was war geschehen: Reutemann, seine Frau Mimicha und seine beiden Töchter kamen bei einem Bootsausflug am Río Paraná bei Santa Fe in einen Sturm, der das kleine Motorboot völlig zerstörte. Reutemann konnte seine Familie und sich auf eine kleine Insel retten. Nach dem Suchaufruf wurde eine großangelegte Rettungsaktion gestartet; die Familie wurde von einem Helikopter entdeckt und von einer Rettungseinheit in Sicherheit gebracht.

#### Der Rennverlauf
Aus der Pole-Position ging Andretti ins Rennen, dem zu Beginn nur Reutemann folgen konnte. Aber der Argentinier hatte Probleme mit den Reifen und verlor bald den Anschluss. Nach einer Kollision mit Jacques Laffite im Ligier und einem Boxenstopp zum Reifenwechsel, fiel er weit zurück und beendete das Rennen als Siebter, einen Platz vor seinem Teamkollegen Villeneuve. Nächster Verfolger von Andretti war Watson, der erheblichen Druck erzeugte und dreimal erfolglos versuchte, den Lotus-Piloten auszubremsen. Watson verlor nach zwei Drittel des Rennens aber sein gesamtes Kühlwasser, wodurch der Motor überhitzte und festging. Dadurch rückte Lauda auf den zweiten Rang vor, der diesen nach einem Rad-an-Rad-Duell in der letzten Runde gegen den Tyrrell-Piloten Depailler, hart verteidigen musste.
Dem fünfmaligen Formel-1-Weltmeister Juan Manuel Fangio unterlief als Rennleiter in der letzten Runde ein peinlicher Fehler. Anstatt des Führenden Andretti winkte er den an der fünften Stelle fahrenden Peterson als ersten ab und sorgte damit für heillose Verwirrung bei den nachfolgenden Piloten. Da die ersten vier dadurch eine Runde mehr fuhren, entschloss sich die Rennleitung das Rennen um eine Runde zu verkürzen und den Stand nach 52 Runden als Endergebnis zu werten.

## Meldeliste
| Team                             | Nr. | Fahrer             | Chassis        | Motor                    | Reifen |
| -------------------------------- | --- | ------------------ | -------------- | ------------------------ | ------ |
| Parmalat Racing Team             | 01  | Niki Lauda         | Brabham BT45C  | Alfa Romeo 3.0 B12       | G      |
| Parmalat Racing Team             | 02  | John Watson        | Brabham BT45C  | Alfa Romeo 3.0 B12       | G      |
| Elf Team Tyrrell                 | 03  | Didier Pironi      | Tyrrell 008    | Ford Cosworth DFV 3.0 V8 | G      |
| Elf Team Tyrrell                 | 04  | Patrick Depailler  | Tyrrell 008    | Ford Cosworth DFV 3.0 V8 | G      |
| John Player Team Lotus           | 05  | Mario Andretti     | Lotus 78       | Ford Cosworth DFV 3.0 V8 | G      |
| John Player Team Lotus           | 06  | Ronnie Peterson    | Lotus 78       | Ford Cosworth DFV 3.0 V8 | G      |
| Marlboro Team McLaren            | 07  | James Hunt         | McLaren M26    | Ford Cosworth DFV 3.0 V8 | G      |
| Marlboro Team McLaren            | 08  | Patrick Tambay     | McLaren M26    | Ford Cosworth DFV 3.0 V8 | G      |
| ATS Racing Team                  | 09  | Jochen Mass        | ATS HS1        | Ford Cosworth DFV 3.0 V8 | G      |
| ATS Racing Team                  | 10  | Jean-Pierre Jarier | ATS HS1        | Ford Cosworth DFV 3.0 V8 | G      |
| Scuderia Ferrari SpA SEFAC       | 11  | Carlos Reutemann   | Ferrari 312T2  | Ferrari 3.0 B12          | M      |
| Scuderia Ferrari SpA SEFAC       | 12  | Gilles Villeneuve  | Ferrari 312T2  | Ferrari 3.0 B12          | M      |
| Fittipaldi Automotive            | 14  | Emerson Fittipaldi | Copersucar F5A | Ford Cosworth DFV 3.0 V8 | G      |
| Shadow Racing Team               | 16  | Hans-Joachim Stuck | Shadow DN8     | Ford Cosworth DFV 3.0 V8 | G      |
| Shadow Racing Team               | 17  | Clay Regazzoni     | Shadow DN8     | Ford Cosworth DFV 3.0 V8 | G      |
| Durex Team Surtees               | 18  | Rupert Keegan      | Surtees TS19   | Ford Cosworth DFV 3.0 V8 | G      |
| Beta Team Surtees                | 19  | Vittorio Brambilla | Surtees TS19   | Ford Cosworth DFV 3.0 V8 | G      |
| Walter Wolf Racing               | 20  | Jody Scheckter     | Wolf WR4       | Ford Cosworth DFV 3.0 V8 | G      |
| Team Tissot Ensign               | 22  | Danny Ongais       | Ensign N177    | Ford Cosworth DFV 3.0 V8 | G      |
| Team Tissot Ensign               | 23  | Lamberto Leoni     | Ensign N177    | Ford Cosworth DFV 3.0 V8 | G      |
| Olympus Cameras Hesketh Racing   | 24  | Divina Galica      | Hesketh 308E   | Ford Cosworth DFV 3.0 V8 | G      |
| Team Rebaque                     | 25  | Hector Rebaque     | Lotus 78       | Ford Cosworth DFV 3.0 V8 | G      |
| Ligier Gitanes                   | 26  | Jacques Laffite    | Ligier JS7     | Matra 3.0V12             | G      |
| Williams Grand Prix Engineering  | 27  | Alan Jones         | Williams FW06  | Ford Cosworth DFV 3.0 V8 | G      |
| Liggett Group B & S Fabrications | 30  | Brett Lunger       | McLaren M23    | Ford Cosworth DFV 3.0 V8 | G      |
| Theodore Racing                  | 32  | Eddie Cheever      | Theodore TR1   | Ford Cosworth DFV 3.0 V8 | G      |
| Team Merzario                    | 37  | Arturo Merzario    | Merzario A1    | Ford Cosworth DFV 3.0 V8 | G      |

## Klassifikationen

### Startaufstellung
| Pos. | Fahrer             | Konstrukteur       | Zeit    | Ø-Geschwindigkeit | Start |
| ---- | ------------------ | ------------------ | ------- | ----------------- | ----- |
| 01   | Mario Andretti     | Lotus-Ford         | 1:47,75 | 199,395 km/h      | 01    |
| 02   | Carlos Reutemann   | Ferrari            | 1:47.84 | 199,228 km/h      | 02    |
| 03   | Ronnie Peterson    | Lotus-Ford         | 1:48,39 | 198,218 km/h      | 03    |
| 04   | John Watson        | Brabham-Alfa Romeo | 1:48,42 | 198,163 km/h      | 04    |
| 05   | Niki Lauda         | Brabham-Alfa Romeo | 1:48,70 | 197,652 km/h      | 05    |
| 06   | James Hunt         | McLaren-Ford       | 1:48,72 | 197,616 km/h      | 06    |
| 07   | Gilles Villeneuve  | Ferrari            | 1:48,97 | 197,163 km/h      | 07    |
| 08   | Jacques Laffite    | Ligier-Matra       | 1:49,13 | 196,873 km/h      | 08    |
| 09   | Patrick Tambay     | McLaren-Ford       | 1:49,74 | 195,779 km/h      | 09    |
| 10   | Patrick Depailler  | Tyrrell-Ford       | 1:49,69 | 195,868 km/h      | 10    |
| 11   | Jean-Pierre Jarier | ATS-Ford           | 1:49,77 | 195,726 km/h      | 11    |
| 12   | Vittorio Brambilla | Surtees-Ford       | 1:49,91 | 195,476 km/h      | 12    |
| 13   | Jochen Mass        | ATS-Ford           | 1:50,06 | 195,210 km/h      | 13    |
| 14   | Alan Jones         | Williams-Ford      | 1:50,11 | 195,121 km/h      | 14    |
| 15   | Jody Scheckter     | Wolf-Ford          | 1:50,35 | 194,697 km/h      | 15    |
| 16   | Clay Regazzoni     | Shadow-Ford        | 1:50,45 | 194,521 km/h      | 16    |
| 17   | Emerson Fittipaldi | Fittipaldi-Ford    | 1:50,82 | 193,871 km/h      | 17    |
| 18   | Hans-Joachim Stuck | Shadow-Ford        | 1:51,16 | 193,278 km/h      | 18    |
| 19   | Rupert Keegan      | Surtees-Ford       | 1:51,42 | 192,827 km/h      | 19    |
| 20   | Arturo Merzario    | Merzario-Ford      | 1:51,68 | 192,378 km/h      | 20    |
| 21   | Danny Ongais       | Ensign-Ford        | 1:51,71 | 192,327 km/h      | 21    |
| 22   | Lamberto Leoni     | Ensign-Ford        | 1:51,94 | 191,931 km/h      | 22    |
| 23   | Didier Pironi      | Tyrrell-Ford       | 1:51,99 | 191,846 km/h      | 23    |
| 24   | Brett Lunger       | McLaren-Ford       | 1:52,27 | 191,367 km/h      | 24    |
| DNQ  | Hector Rebaque     | Lotus-Ford         | 1:52,52 | 190,942 km/h      | –     |
| DNQ  | Eddie Cheever      | Theodore-Ford      | 1:53,25 | 189,711 km/h      | –     |
| DNQ  | Divina Galica      | Hesketh-Ford       | 1:56,69 | 184,119 km/h      | –     |

### Rennen
| Pos. | Fahrer             | Konstrukteur       | Runden | Stopps | Zeit       | Start | Schnellste Runde |
| ---- | ------------------ | ------------------ | ------ | ------ | ---------- | ----- | ---------------- |
| 01   | Mario Andretti     | Lotus-Ford         | 52     | 0      | 1:37:04,47 | 01    |                  |
| 02   | Niki Lauda         | Brabham-Alfa Romeo | 52     | 0      | + 13,210   | 05    |                  |
| 03   | Patrick Depailler  | Tyrrell-Ford       | 52     | 0      | + 13,640   | 10    |                  |
| 04   | James Hunt         | McLaren-Ford       | 52     | 0      | + 16,050   | 06    |                  |
| 05   | Ronnie Peterson    | Lotus-Ford         | 52     | 0      | + 1:14,850 | 03    |                  |
| 06   | Patrick Tambay     | McLaren-Ford       | 52     | 0      | + 1:19,900 | 09    |                  |
| 07   | Carlos Reutemann   | Ferrari            | 52     | 1      | + 1:22,600 | 02    |                  |
| 08   | Gilles Villeneuve  | Ferrari            | 52     | 0      | + 1:38,880 | 07    | 1:49,760 (03.)   |
| 09   | Emerson Fittipaldi | Fittipaldi-Ford    | 52     | 0      | + 1:40,600 | 17    |                  |
| 10   | Jody Scheckter     | Wolf-Ford          | 52     | 0      | + 1:43,500 | 15    |                  |
| 11   | Jochen Mass        | ATS-Ford           | 52     | 0      | + 1:49,070 | 13    |                  |
| 12   | Jean-Pierre Jarier | ATS-Ford           | 51     | 0      | + 1 Runde  | 11    |                  |
| 13   | Brett Lunger       | McLaren-Ford       | 51     | 0      | + 1 Runde  | 24    |                  |
| 14   | Didier Pironi      | Tyrrell-Ford       | 51     | 0      | + 1 Runde  | 23    |                  |
| 15   | Clay Regazzoni     | Shadow-Ford        | 51     | 1      | + 1 Runde  | 16    |                  |
| 16   | Jacques Laffite    | Ligier-Matra       | 50     | 0      | + 2 Runden | 8     |                  |
| 17   | Hans-Joachim Stuck | Shadow-Ford        | 51     | 0      | + 2 Runden | 18    |                  |
| 18   | Vittorio Brambilla | Surtees-Ford       | 50     | 0      | + 2 Runden | 12    |                  |
| –    | John Watson        | Brabham-Alfa Romeo | 41     | 0      | DNF        | 04    |                  |
| –    | Alan Jones         | Williams-Ford      | 36     | 1      | DNF        | 14    |                  |
| –    | Danny Ongais       | Ensign-Ford        | 35     | 0      | DNF        | 21    |                  |
| –    | Lamberto Leoni     | Ensign-Ford        | 29     | 0      | DNF        | 22    |                  |
| –    | Arturo Merzario    | Merzario-Ford      | 9      | 0      | DNF        | 20    |                  |
| –    | Rupert Keegan      | Surtees-Ford       | 4      | 0      | DNF        | 19    |                  |

## WM-Stände nach dem Rennen
Die ersten sechs des Rennens bekamen 9, 6, 4, 3, 2 bzw. 1 Punkt(e). Es zählten nur die besten sieben Ergebnisse aus den ersten acht Rennen und die besten sieben Ergebnisse aus den letzten acht Rennen. In der Konstrukteurswertung zählte nur das Ergebnis des bestplatzierten Fahrers eines Teams.

### Fahrerwertung
| Pos. | Fahrer             | Konstrukteur       | Punkte |
| ---- | ------------------ | ------------------ | ------ |
| 01   | Mario Andretti     | Lotus-Ford         | 9      |
| 02   | Niki Lauda         | Brabham-Alfa Romeo | 6      |
| 03   | Patrick Depailler  | Tyrrell-Ford       | 4      |
| 04   | James Hunt         | McLaren-Ford       | 3      |
| 05   | Ronnie Peterson    | Lotus-Ford         | 2      |
| 06   | Patrick Tambay     | McLaren-Ford       | 1      |
| 07   | Carlos Reutemann   | Ferrari            | 0      |
| 08   | Gilles Villeneuve  | Ferrari            | 0      |
| 09   | Emerson Fittipaldi | Fittipaldi-Ford    | 0      |
| 10   | Jody Scheckter     | Wolf-Ford          | 0      |
| 11   | Jochen Mass        | ATS-Ford           | 0      |
| 12   | Jean-Pierre Jarier | ATS-Ford           | 0      |

| Pos. | Fahrer             | Konstrukteur       | Punkte |
| ---- | ------------------ | ------------------ | ------ |
| 13   | Brett Lunger       | McLaren-Ford       | 0      |
| 14   | Didier Pironi      | Tyrrell-Ford       | 0      |
| 15   | Clay Regazzoni     | Shadow-Ford        | 0      |
| 16   | Jacques Laffite    | Ligier-Matra       | 0      |
| 17   | Hans-Joachim Stuck | Shadow-Ford        | 0      |
| 18   | Vittorio Brambilla | Surtees-Ford       | 0      |
| –    | John Watson        | Brabham-Alfa Romeo | 0      |
| –    | Alan Jones         | Williams-Ford      | 0      |
| –    | Danny Ongais       | Ensign-Ford        | 0      |
| –    | Lamberto Leoni     | Ensign-Ford        | 0      |
| –    | Arturo Merzario    | Merzario-Ford      | 0      |
| –    | Rupert Keegan      | Surtees-Ford       | 0      |

### Konstrukteurswertung
| Pos. | Konstrukteur       | Punkte |
| ---- | ------------------ | ------ |
| 01   | Lotus-Ford         | 9      |
| 02   | Brabham-Alfa Romeo | 6      |
| 03   | Tyrrell-Ford       | 4      |
| 04   | McLaren-Ford       | 3      |
| 05   | Ferrari            | 0      |
| 06   | Fittipaldi-Ford    | 0      |
| 07   | Wolf-Ford          | 0      |

| Pos. | Konstrukteur  | Punkte |
| ---- | ------------- | ------ |
| 08   | ATS-Ford      | 0      |
| 09   | Shadow-Ford   | 0      |
| 10   | Ligier-Matra  | 0      |
| 11   | Surtees-Ford  | 0      |
| –    | Williams-Ford | 0      |
| –    | Ensign-Ford   | 0      |
| –    | Merzario-Ford | 0      |